# Galicisch voetbalelftal (mannen)
Het Galicisch voetbalelftal is een team van voetballers dat de Spaanse regio Galicië vertegenwoordigt bij internationale wedstrijden. Galicië is geen lid van de FIFA en de UEFA en is dus uitgesloten voor deelname aan het WK en het EK.
Het Galicisch elftal speelt pas sinds 2005 weer interlands. In de jaren twintig van de twintigste eeuw speelde het elftal verschillende wedstrijden tegen diverse selecties, zowel van steden (Lissabon XI, Pontevedra XI), regio's (Asturië) als andere type selecties (Engelse mariniers).

## Bekende (oud-)spelers
- Iago Aspas
- Antonio Barragán
- Ricardo Cabanas
- Fran
- Diego López
- Nacho Novo
- Borja Oubiña
- Míchel Salgado
- Denis Suárez
- Angeliño

## Recente uitslagen
| Jaar          | Tegenstander | Uitslag | Stadion                               |
| december 2005 | Uruguay      | 3 - 2   | San Lázaro, Santiago de Compostela    |
| december 2006 | Ecuador      | 1 - 1   | Estadio Municipal de Riazor, A Coruña |
| december 2007 | Kameroen     | 1 - 1   | Estadio Balaídos, Vigo                |
| december 2008 | Iran         | 3 - 2   | Estadio Municipal de Riazor, A Coruña |
| mei 2016      | Venezuela    | 1 - 1   | Estadio Municipal de Riazor, A Coruña |
| mei 2024      | Panama       | 0 - 2   | Estadio Balaídos, Vigo                |

1 CONCACAF-lid · 2 geassocieerd CAF-lid · 3 geassocieerd OFC-lid · 4 geassocieerd AFC-lid